# Rémy Vercoutre
Rémy Vercoutre (Grande-Synthe, 26 giugno 1980) è un allenatore di calcio ed ex calciatore francese, di ruolo portiere.

## Carriera

### Club
Iniziò la carriera nel Montpellier, con cui debuttò in Ligue 1 molto giovane, nel 1998. Nel 2002 fu ceduto al Lione, che da allora detiene la proprietà del cartellino del giocatore. Nel 2004-2005 ha giocato in prestito nello Strasburgo, collezionando soltanto 5 presenze prima di tornare al Lione. È il vice di Grégory Coupet. Nella stagione 2007-2008 è diventato titolare dopo il serio infortunio del compagno, costretto a rimanere lontano dai campi di gioco per almeno quattro mesi a partire dal 2 agosto 2007. 
Nel mercato estivo del 2014 passa al Caen a titolo definitivo.

### Nazionale
Conta 3 presenze nella selezione francese Under-15 e sei nell'Under-16.

### Allenatore
Rémy Vercoutre comincia la carriera da allenatore in Canada a partire da dicembre 2018, dove viene assunto come preparatore dei portieri del Montréal Impact con cui rimane per due anni e mezzo. Difatti, a partire dal 1º giugno 2021 passa al Olympique Lione con lo stesso ruolo che gli era stato assegnato a Montréal.

## Palmarès

### Club

#### Competizioni nazionali
- Campionato francese: 5

Lione: 2002-2003, 2003-2004, 2005-2006, 2006-2007, 2007-2008
- Supercoppa francese: 6

Lione: 2002, 2003, 2005, 2006, 2007, 2012
- Coppa di Lega francese: 1

Strasburgo: 2004-2005
- Coppa di Francia: 2

Lione: 2007-2008, 2011-2012